# KrAZ
KrAZ (ukr. Кременчуцький автомобільний завод (КрА́З); Kremenczuckij Awtomobilnyj Zawod) – producent samochodów ciężarowych mający swoją siedzibę w Krzemieńczuku na Ukrainie.

## Historia i opis przedsiębiorstwa
Początki fabryki sięgają lat 30. XX w., kiedy to na przedmieściach Krzemieńczuka zbudowano fabrykę samolotów. II wojna światowa wpłynęła na zahamowanie rozwoju zakładów, a po wojnie potrzeby kraju wymusiły przebranżowienie fabryki na produkcję przęseł mostowych. Nikita Chruszczow przeforsował plan tworzenia wielkich plantacji kukurydzy, dzięki czemu 1 sierpnia 1956 roku fabryka przeszła kolejne przebranżowienie, tym razem zamieniła się w Kremenczućkyj Kombajnowyj Zawod i rozpoczęła produkcję kombajnów typu KU 2A do zbioru kukurydzy. W kwietniu 1958 roku decyzją KC KPZR postanowiono o przeniesieniu produkcji trzyosiowych ciężkich ciężarówek JaAZ z Jarosławia do Krzemieńczuka.
W tym samym roku fabryka w Jarosławiu została przemianowana na JaMZ i zajęła się głównie produkcją silników Diesla. W 1959 roku zjechały ostatnie samochody ciężarowe z taśm produkcyjnych w Jarosławiu, a zaraz po przestrojeniu produkcji zakłady w Krzemieńczuku ruszyły z montażem pojazdów, a pierwsze samochody – dziesięciotonowe, trzyosiowe wywrotki – pojawiły się na ulicach miasta 10 kwietnia 1959 roku. Pojazdy otrzymały nazwę Dniepr 222 i zgodnie z tradycją brały udział w pochodzie pierwszomajowym w Krzemieńczuku i Połtawie. Nazwa Dniepr ostatecznie nie przyjęła się i od tego momentu używana była nazwa KrAZ.
Jedną z pierwszych ciężarówek był KrAZ-219 z siedmiolitrowym silnikiem o mocy 180 KM typu JaAZ-206. Ładowność pojazdu wynosiła 12 ton, a zużycia paliwa 55 l na 100 km. W kwietniu 1960 roku pojawiła się wersja przeznaczona na eksport, posiadała m.in. tropikalną kabinę. Pojazdy trafiały do Argentyny, Afganistanu, Bułgarii, Chin, Indii i Finlandii. 16 kwietnia 1963 roku z taśmy zjechał 25-tysięczny samochód. W marcu 1968 roku decyzją ministra przemysłu samochodowego ZSRR, fabryka otrzymała imię 50-lecia Ukrainy Radzieckiej, a w tym samym roku z taśmy zjechała ciężarówka o numerze 100 tys. 85% ówczesnej produkcji przeznaczone było dla radzieckich przedsiębiorstw działających w Azji oraz w Afryce. Spora część produkcji trafiała także do armii, m.in. pojazdy produkcji KrAZ użytkowane były przez Ludowe Wojsko Polskie.
W 1965 roku KrAZ-257 przeszedł modernizację i został wyposażony w silnik ośmiocylindrowy JaMZ-238 o mocy 240 KM i pojemności 14,8 l. Największą rodzinę stanowiły wywrotki 6x4 i 6x6 o ładowności 13,5 – 18 t. Na podwoziach KrAZ-a montowane były pojazdy specjalistyczne dla leśnictwa, górnictwa naftowego oraz budownictwa. Z początkiem lat 70. fabryka eksportowała ciężarówki do 40 krajów. W styczniu 1971 roku fabryka została odznaczona orderem Lenina. W 1976 roku z taśm fabryki zjechał 250-tysięczny pojazd. W tym samym roku powstało zjednoczenie AwtoKrAZ, które zatrudniało 24 tys. osób. W 1978 roku zadebiutował KrAZ-250. W 1984 roku został wyprodukowany półmilionowy pojazd. W 1988 roku rozpoczęła się produkcja pojazdu dla leśnictwa KrAZ-6437, a w 1990 roku dźwigu Faun KrAZ-22. 
Po rozpadzie ZSRR i powstaniu niepodległej Ukrainy nastały trudne czasy dla fabryki. W 1991 roku została powołana spółka handlowa KrAZ. Debiutowały nowe modele m.in. wywrotki KrAZ-6510 i dwudziestotonowe wozy KrAZ-650321. W 1991 roku powstał 700-tysięczny, a w marcu 1993 roku 750-tysięczny samochód. W Paryżu przedsiębiorstwo otrzymało Europejską Nagrodę Jakości, a w Madrycie Wstęgę Europejskiej Złotej Gwiazdy. W listopadzie 1994 roku zarejestrowana została spółka KrAZ S.A. Pojawiały się nowe projekty wywrotki KrAZ-7333 C4 z napędem 8x4 o ładowności 22 ton czy ciągnika z naczepą samowyładowczą KrAZ-6443-054 o ładowności 34 ton. Następnie powstał holding AwtoKrAZ, zatrudniający ówcześnie łącznie 17 tys. pracowników. Ruszył montaż modelu 6133 M66x6 i 65055. W 1998 roku zadebiutował ciągnik KrAZ-6443 z naczepą KrAZ-Doll-H 401C3. W 1999 roku ukraińsko-niemiecka kompania Mega Motors wykupiła 25% akcji AwtoKrAZ-a, a w 2001 roku Mega Motors wykupił pozostałą część udziałów państwa. Od 2004 roku produkcja przekraczała 2 tys. pojazdów rocznie.
W 2006 roku zjechał 800-tysięczny pojazd. W 2009 roku rozpoczęła się produkcja ciężarówek nowego typu KrAZ С20.2 6х4. W 2013 roku ruszyła także produkcja pojazdów opancerzonych.
Od 2019 roku fabryka znajdowała się w upadłości.

## Modele
| Generacja           | Zdjęcie | Lata produkcji | Modele |
| ------------------- | ------- | -------------- | --- |
| Pierwsza            |         | 1959—1967      | KrAZ-219, KrAZ-214                                                                                             |
| Druga               |         | 1965—1994      | KrAZ-256, KrAZ-257, KrAZ-255, KrAZ-258                                                                         |
| Trzecia             |         | 1968—1993      | KrAZ-260, KrAZ-250                                                                                             |
| Czwarta             |         | od 1992        | KrAZ-65055, KrAZ-6510, KrAZ-6322, KrAZ-5233                                                                    |
| Piąta               |         | od 2009        | KrAZ K12.2, KrAZ H12.2, KrAZ H23.2, KrAZ C20.2, KrAZ-В6.2МЕХ, KrAZ-В12.2МЕХ, KrAZ С26.2М, KrAZ-5401, KrAZ-7634 |
| Pojazdy opancerzone |         | od 2014        | KrAZ Spartan, KrAZ Shrek One                                                                                   |